# Szczepan Mały
Szczepan Mały także Šćepan Maly – z pochodzenia Słowianin, awanturnik, który w 1767 roku podał się za zamordowanego cara Piotra III, jako car Rosji w latach 1767-1772 władał Czarnogórą.

## Zdobycie władzy
W Czarnogórze pod słabymi rządami władyków Sawy i Wasyla Petrowiczów doszło do anarchii wewnętrznej. Plemiona prowadziły walki między sobą, a zbrojne czety najeżdżały sąsiednie ziemie. 21 marca 1766 roku zmarł w Petersburgu Wasyl. Sawa ponownie objął władzę, utracił ją jednak już w 1767 roku na rzecz Szczepana Małego. Szczepan, z pochodzenia Słowianin południowy, podał się za zamordowanego z rozkazu carycy Katarzyny II cara Piotra III. Objął rządy w Czarnogórze przy pomocy kilku naczelników plemiennych i grupy mnichów, jako car Rosji. Początkowo nawet Sawa uwierzył, że jest ocalałym carem Piotrem III. Jednak już w 1768 roku Sawa wystąpił przeciw samozwańcowi publikując list ambasadora rosyjskiego w Konstantynopolu. Został pokonany i na krótko uwięziony. W walce z władyką wspomógł Szczepana patriarcha serbski z Peći, spod którego jurysdykcji Sawa przeszedł kilka lat wcześniej pod jurysdykcję patriarchy Konstantynopola. Samozwańczy car w krótkim czasie ukrócił anarchię siłą łamiąc stosowanie krwawej zemsty, głównego źródła anarchii w państwie.

## Sukcesy
Przebywając głównie w weneckim Maine, Szczepan rozszerzył swe wpływy na Brda, część Albanii, a nawet Bośnię i Dalmację. Jako prawosławnego cara popierało go serbskie duchowieństwo. Szczepan wszystkie tradycyjne święta czarnogórskie związał z uroczystościami carskimi: w święto świętego Piotra nakazał oddawać cześć carowi Piotrowi I, a w święto świętego Pawła następcy tronu Pawłowi. Wszelkie oznaki niezadowolenia traktowane były jako obraza carskiego majestatu.
Sukcesy Szczepana spowodowały zaniepokojenie Wenecji, Rosji i Francji. W listopadzie 1767 roku inkwizytorzy weneccy postanowili otruć Szczepana, obiecując nagrodę za otrucie w wysokości 200 cekinów. W 1768 roku najbardziej zagrożeni działaniami Szczepana Turcy zaatakowali Czarnogórę z trzech stron. Główne siły prowadził wezyr bośniacki Osman-pasza, który we wrześniu rozbił 2000 Czarnogórców pod Ostrogiem. Szczepan Mały zbiegł. Wenecja odzyskała swoje dawne posiadłości: Maine, Pobori i Braići.

## Ostatnie lata
Po doznanej klęsce Szczepan odzyskał władzę nad Czarnogórą przy pomocy grupy naczelników plemiennych, nie odzyskał jednak dawnego autorytetu. Chcąc położyć kres rosnącej znowu anarchii, a nie mogąc już samodzielnie sprawować sądów, w czym ograniczała go oligarchia naczelników, utworzył w 1772 roku sąd złożony z 12 najwyższych naczelników plemiennych. W 1772 roku przybył do Czarnogóry oficer rosyjski z instrukcją utworzenia regularnego wojska. Powstał wówczas regularny oddział pilnujący porządku w Czarnogórze. Szczepan Mały został zamordowany w 1772 roku przez swego służącego.